# Pallavolo Parma
O Pallavolo Parma, foi uma equipe italiana de voleibol masculino da comuna de Parma, província de homônima, região da Emília-Romanha.

## Histórico

### Fundação e Centro Universitário
O clube foi fundado em 1946, teve a  iniciativa  de Renzo Del Chicca, professor de Livorno e que mais tarde o técnico da seleção italiana,  utilizou a alcunha da " Ferrovieri Pallavolo Parma" e competiu pela primeira vez na Série A na edição de 1949, avançando a grande final  e terminando com o vice-campeonato diante do Robur Ravenna, já nas temporadas seguintes obteve o bicampeonato nos anos de 1950 e 1951.A partir de 1954, se uniram ao CUS Parma, seguiu  por uma década na elite nacional e foi rebaixado na temporada 1963-64, e devido à desistência do Avia Pervia Modena isso não se consolidou.

### Novos patrocinadores
Posteriormente passou a receber o apoio do "Salvarani Sports Group", no meio esportivo patrocinava times de futebol e ciclismo, voltando a ser competitivo. Na temporada campeonato de 1967-68  completou a terceira temporada consecutiva com vice-campeonato italiano,  e após 18 anos obteve o título na jornada 1968-69  o Virtus Bologna. Na década de 1970, após redução do orçamento, associaram novamente ao CUS Parma de 1971 a 1973, e provisoriamente  mudou de sede na temporada 1973-74  para a Piacenza. Na temporada de 1978-79, novo rebaixamento para Série A2,  e outra vez evitado pela desistência do Pallavolo Cesenatico.
Na temporada 1979-80, quando a equipe, competiu com o nome Veico Parma e terminou na terceira posição, que resultou na convocação para seleção do promissores jogadores: o levantador  Giulio Belletti e  meio-de-rede Antonio Bonini, fossem  para os Jogos Olímpicos de Verão de 1980, em Moscou..

### Sucesso com as marcas Santàl e Maxicono
Na temporada 1980-81, despertou o interesse da Parmalat, que investiu através da marca Santàl, as cores do time foram adaptados para as cores verde e branco, que  através de recursos o time foi fortalecido e renomeado "Parma Volley Ball", conquistando novo bicampeonato nacional nas temporadas 1981-82 e 1982-83 e obteve também o bicampeonato na Liga dos Campeões da Europa nas edições de 1983-84 e 1984-85.
Após o patrocinador supracitado passar a investir no naipe feminino, a partir de 1987  outra empresa investiu no departamento, a "Motta", através da marca Maxicono, a categoria juvenil também recebeu investimento, no Sub-18 conquistou o tetracampeonato consecutivos entre 1984 e 1987,  e disputou e conquistou o título da Série C1 na temporada 1986-87, sob o comando de Gian Paolo Montali.
O clube obtinha resultados  mesmo com adversários com maiores investimentos, conquistou três  títulos nas jornadas 1989-90, no elenco estavam: Andrea Aiello, Marco Bracci, Carlo Alberto Cova, Renan Dal Zotto, Ferdinando Della Volpe, Claudio Galli, Andrea Giani, Michele Pagani, Gilberto Passani, Mauro Radicioni, Jeff Stork, Andrea Zorzi, treinados por Gian Paolo Montali, 1991-92, 1992-93, três Copas CEV e duas Supercopas Europeias consecutivas entre 1988 e 1990, depois duas Copas Itália,  sendo campeão Mundial de Clubes em 1989 e medalhista de bronze em 1990; revelando jogadores seleção nacional comandada pelo argentino Julio Velasco, são eles: Andrea Zorzi, Marco Bracci, Pasquale Gravina e Andrea Giani.

### A crise finaneceira
A retiada do patrocínio por parte da Motta em 1994 desestruturou as finanças do clube, e vendeu os direitos de participar da elite nacional por duas temporadas para o Roma Volley  e a competição ficou sem representantes pela primeira vez, e recomçou na Série A2 como "Sky Volley", recebeu na edição de 1998-99, o patrocínio da "Cariparma", retornando a elite e permaneceu na parceria por três anos e não obteve os êxitos de outrora com o retorno do patrocinador principal Maxicono. Após a temporada 2001-02 , o clube renunciou à participação no campeonato posterior e não competiu mais.

## Títulos

### Campeonatos internacionais
Mundial de Clubes
- Campeão: 1989
- Terceiro lugar: 1990

 Liga dos Campeões
- Campeão: 1983-84, 1984-85
- Vice-campeão: 1985-86, 1992-93, 1993-94
- Terceiro lugar: 1982-83

 Taça CEV
- Campeão:1987-88, 1988-89, 1989-90,

 Taça Challenge
- Campeão:1991-92, 1994-95
- Vice-campeão: 1986-87
- Terceiro lugar: 1980-81

 Supercopa da Europa
- Campeão:1989, 1990

### Campeonatos nacionais
Campeonato Italiano
- Campeão: 1950, 1951, 1968-69, 1981-82, 1982-83, 1989-90, 1991-92, 1992-93,
- Vice-campeão:1949,1964-65,1966-67,1967-68, 1983-84, 1986-87,1987-88, 1988-89, 1990-91
- Terceiro lugar: 1954,  1955,  1957,  1959, 1965-66, 1969-70, 1970-71, 1971-72, , 2001-02

 Copa Itália
- Campeão: 1981-82, 1982-83, 1986-87, 1989-90,  1991-92
- Vice-campeão:1992-93, 1993-94 , 2001-02